# Kinkinhoué
Kinkinhoué är en ort i Benin. Den ligger i den södra delen av landet, 110 km väster om huvudstaden Porto-Novo. Kinkinhoué ligger 150 meter över havet och antalet invånare är 4 988.
Terrängen runt Kinkinhoué är platt. Runt Kinkinhoué är det tätbefolkat, med 530 invånare per kvadratkilometer.. Närmaste större samhälle är Azové, 3,7 km norr om Kinkinhoué.
Omgivningarna runt Kinkinhoué är en mosaik av jordbruksmark och naturlig växtlighet.